# Райко Райчев
Райко Димитров Райчев е български лекар патолог, професор.

## Биография
Райко Райчев е роден на 1 юни 1917 г. в гр. Асеновград, в семейство на учители. Завършва немската езикова гимназия, а през 1942 г. медицина в гр. София. Работи като асистент в Института по патология на Медицинския факултет в София, а от 1947 г. и като асистент в Института по рентгенология. Професионалният път на проф. Райчев е свързан с новосъздадения през 1958 г. Научноизследователски онкологичен институт, където той е научен сътрудник, а след това дълги години завежда секцията по „Патология на туморите“.
По онова време той преподава и в Института за усъвършенствуване на лекарите (ИСУЛ), член е на експертна комисия по туморите към международната здравна организация в Женева. Във връзка с проучванията си върху пигментните тумори получава грант от международния институт за борба с рака, даван за пръв път на българин – едногодишна научноизследователска работа в Нидерландия.
Професор Райчев организира първата в страната секция по онкопатология и експериментална онкология, изгражда основите на националния хистопатологичен туморен регистър. Заедно с проф. Станко Киров поставят основите на онкодиспансерната мрежа в страната.
Обобщавайки данните от литературата, пречупвайки ги през своя богат опит на клиничен онкопатолог, проф. Райчев създава първото ръководство за онкопатолози в България: „Патология и биология на злокачествените тумори“, обучава и възпитава няколко поколения патолози и онколози. Книгите му: „Морфологична диагностика на туморите“, „Тумори на кожата“ (с проф. Вл. Андреев), „Тумори на костите“ (с проф. Иван Андреев), „Тумори на меките тъкани“ (с проф. Станко Киров), „Биопсията“ (с доц. Б. Лазаров) и др.
Райко Райчев умира на 29 октомври 1997 г. По повод 100-годишнината от рождението му на 8 август 2017 г. в Музея на далекосъобщенията в Централната софийска поща е извършена валидацията на марка с лика на проф. Райко Райчев с автор художника Дамян Дамянов.